# Kyselina chlorsírová
Kyselina chlorsírová (také nazývaná kyselina chlorsulfonová) je anorganická sloučenina se vzorcem HClSO3. Jedná se o silně hygroskopickou bezbarvou kapalinu, která má výrazné slzotvorné účinky. Soli a estery této kyseliny se nazývají chlorsírany.

## Struktura a vlastnosti
Atom síry v molekule kyseliny chlorsírové má tetraedrickou konfiguraci. Je přechodnou sloučeninou mezi chloridem sulfurylu (SO2Cl2) a kyselinou sírovou (H2SO4). Tuto kyselinu se málokdy podaří získat v čisté podobě; za přítomnosti nadbytku oxidu sírového vytváří pyrosulfurylchloridy:
2 ClSO3H + SO3 → H2SO4 + S2O5Cl2

## Výroba a příprava
Průmyslově se kyselina chlorsírová vyrábí reakcí chlorovodíku s oxidem sírovým rozpuštěným v kyselině sírové:
HCl + SO3 → ClSO3H
V laboratoři ji lze připravit chlorací kyseliny sírové:
PCl5 + H2SO4 → HSO3Cl + POCl3 + HCl

## Použití
Kyselina chlorsírová se používá na přípravu alkylsulfátů, používaných jako tenzidy:
ROH + ClSO3H → ROSO3H + HCl
Sacharin se v minulosti získával reakcí toluenu s kyselinou chlorsírovou za vzniku ortho- a para-toluensulfonylchloridu:
CH3C6H5 + 2 ClSO2OH → CH3C6H4SO2Cl + H2SO4 + HCl
Oxidací ortho-toluensulfonylchloridu vznikal derivát kyseliny benzoové, který se následně cyklizoval reakcí s amoniakem; z takto získaného produktu po neutralizaci zásadou vznikal sacharin.

## Bezpečnost
Kyselina chlorsírová nebezpečně reaguje s vodou za vzniku kyseliny sírové a chlorovodíku.